# Brezovljani (Srbac)
Pour les articles homonymes, voir Brezovljani.
Brezovljani (en serbe cyrillique : Брезовљани) est un village de Bosnie-Herzégovine. Il est situé dans la municipalité de Srbac et dans la république serbe de Bosnie. Selon les premiers résultats du recensement bosnien de 2013, il compte 292 habitants.

## Démographie

### Évolution historique de la population dans la localité
| 1948 | 1953 | 1961 | 1971 | 1981 | 1991 | 2013 |
| ---- | ---- | ---- | ---- | ---- | ---- | ---- |
| 487  | 479  | 399  | 352  | 339  | 292  | 292  |

|  |